# Olivo-ponto-cerebelläre Hypoplasie
Die Olivo-ponto-cerebelläre Hypoplasie (OPCH-Syndrom) ist eine sehr seltene angeborene Form einer Pontozerebellären Hypoplasie mit Krankheitsbeginn bereits im Mutterleibe.
Synonyme sind: Olivopontozerebelläre Hypoplasie, fötale; PCH5; englisch Olivopontocerebellar hypoplasia, Fetal-Onset
Die Erstbeschreibung stammt aus dem Jahre 2006 von Millan S. Patel und Mitarbeitern.

## Verbreitung
Die Häufigkeit wird mit unter 1 zu 1.000.000 angegeben, bislang wurde lediglich eine Familie beschrieben. Die Vererbung erfolgt autosomal-rezessiv.

## Ursache
Der Erkrankung liegen Mutationen im TSEN54-Gen auf Chromosom 17 Genort q25.1 zugrunde.

## Klinische Erscheinungen
Klinische Kriterien sind:
Bereits intrauterin Zeichen von Krampfanfällen
ausgeprägte Hypoplasie von Kleinhirn und Mittelhirn

## Diagnose
In der Kernspintomographie kann eine Dysplasie des Nucleus olivaris, der Pons und des Kleinhirnes, insbesondere des Kleinhirnwurmes nachgewiesen werden.
Mittels Feinultraschall kann eine Verdachtsdiagnose bereits während der Schwangerschaft gestellt werden.

## Differentialdiagnose
Abzugrenzen sind andere Formen der PCH, insbesondere die PCH4.